# St. Louis Bombers
I St. Louis Bombers furono una franchigia statunitense di pallacanestro fondata nel 1946 e con sede a St. Louis, Missouri. La squadra fallì nel 1950 dopo aver disputato tre stagioni in BAA (primo nome dell'NBA) e una in NBA.

## Storia della franchigia
I St. Louis Bombers parteciparono ai primi tre campionati della Basketball Association of America che prese il nome di National Basketball Association nel 1949 dopo la fusione con la National Basketball League. Nel 1950 i Bombers, insieme ad altre 5 squadre si ritirarono dalla NBA.

## Stagioni
| Stagione | Lega | Denominazione     | V  | P  | %    | Piazzamento | Play-off               |
| -------- | ---- | ----------------- | -- | -- | ---- | ----------- | ---------------------- |
| 1946-47  | BAA  | St. Louis Bombers | 38 | 23 | 62,3 | 2º          | Quarti di finale       |
| 1947-48  | BAA  | St. Louis Bombers | 29 | 19 | 60,4 | 1º          | Semifinale             |
| 1948-49  | BAA  | St. Louis Bombers | 29 | 31 | 48,3 | 4º          | Semifinale di division |
| 1949-50  | NBA  | St. Louis Bombers | 26 | 42 | 38,2 | 5º          | -                      |